# 棉毛尼泊尔天名精
棉毛尼泊尔天名精（学名：Carpesium nepalense var. lanatum）为菊科天名精属下的一个变种。

## 扩展阅读
- 維基物種上的相關：棉毛尼泊尔天名精